# XI Festival Internacional de Cinema Fantàstic i de Terror
El XI Festival Internacional de Cinema Fantàstic i de Terror va tenir lloc a Sitges entre el 7 i el 14 d'octubre de 1978 sota la direcció d'Antonio Rafales amb la intenció de promocionar el cinema fantàstic i el cinema de terror. Fou inaugurat al palau de Maricel i hi havia tres seccions, una competitiva, una informativa i una altra retrospectiva sobre cinema de terror espanyol.

## Pel·lícules exhibides

### Secció competitiva
- Patrick de Richard Franklin
- Long Weekend de Colin Eggleston
- Day of the Woman de Meir Zarchi
- Delírios de um Anormal de José Mojica Marins
- Ants de Robert Scheerer
- Schock de Mario Bava
- The Bees d'Alfredo Zacarías
- Prey de Norman J. Warren
- Killer's Moon d'Alan Birkinshaw
- Taràntules: Una càrrega mortal de Stuart Hagmann
- Yeongno de Kuk Hing Wah
- Le motard de l'apocalypse de Richard Olivier
- Les Raisins de la mort de Jean Rollin
- La settima donna de Francesco Prosperi
- Salinnabileul ggotneun yeoja de Kim Ki-young
- Un vino espeso y fuerte de José Antonio Barrero

### Secció informativa
- Magdalena – vom Teufel besessen de Walter Boos
- New York Blackout d'Eddy Matalon
- Adéla ještě nevečeřela d'Oldřich Lipský
- Zabil jsem Einsteina, pánové d'Oldřich Lipský
- Die Elixiere des Teufels de Ralf Kirsten /
- Perversão de José Mojica Marins

### Secció retrospectiva
- Los habitantes de la casa deshabitada (1946) de Gonzalo Delgrás
- El huesped de las tinieblas (1948) d'Antonio del Amo
- La corona negra (1951) de Luis Saslavsky
- Los ojos azules de la muñeca rota (1974) de Carlos Aured
- La saga de los Drácula (1972) de León Klimovsky
- El refugio del miedo (1974) de José Ulloa
- La noche de los brujos (1974) d'Amando de Ossorio
- Más allá de la muerte (1924) de Benito Perojo
- El sexto sentido (1929) de Nemesio Manuel Sobrevila
- Una de fieras, Una de miedo i Una de ladrones (1934) d'Eduardo García Maroto

## Jurat
El jurat internacional era compost per Forrest J. Ackerman, Ivan Hetrich, Czesław Dondziłło, Ismael González Díaz i Enric Ripoll i Freixes.

## Premis
Els premis d'aquesta edició foren:
| Categoria                                      | Premiat          | Treball                |
| ---------------------------------------------- | ---------------- | ---------------------- |
| Millor pel·lícula                              | Long Weekend     | Colin Eggleston        |
| Medalla Sitges d'Or al millor director         | Richard Franklin | Patrick                |
| Medalla de Plata al millor Curtmetratge        | Gérard Collin    | La nichée              |
| Medalla de Plata a la millor actriu            | Camille Keaton   | Day of the Woman       |
| Medalla en Plata al millor actor               | John Hargreaves  | Long Weekend           |
| Medalla de Plata a la millor fotografia        | Jaroslav Kučera  | Adéla ještě nevečeřela |
| Medalla de Plata al millor guió                | Lamberto Bava    | Schock                 |
| Medalla de Plata als millors efectes especials | Dan Genis        | Las abejas             |
| Premi del Jurat Internacional de la Crítica    | Long Weekend     | Colin Eggleston        |